# Brusnengo
Brusnengo är en ort och kommun i provinsen Biella i regionen Piemonte, Italien. Kommunen hade 2 019 invånare (2018).